# Andrzej Grzybowski (żołnierz)
Andrzej Grzybowski (ur. 3 października 1899 w majątku Chutorok na Kubaniu, zm. wiosną 1940 w Katyniu) – inżynier, porucznik saperów Wojska Polskiego, kawaler Krzyża Walecznych, ofiara zbrodni katyńskiej.

## Życiorys
Syn Edwarda i Wilhelminy z Kowszunów. Żołnierz 4 Dywizji Strzelców Polskich gen. Żeligowskiego. W 1920 uczestnik walk pod Ostrowią Mazowiecką, Zambrowem i Radzyminem. 
W latach 1923–1925 był podchorążym Oficerskiej Szkoły Inżynierii w Warszawie. 1 października 1925 roku Prezydent RP Stanisław Wojciechowski mianował go podporucznikiem ze starszeństwem z dniem 1 lipca 1925 roku i 20. lokatą w korpusie oficerów inżynierii i saperów, a Minister Spraw Wojskowych wcielił do 3 pułku saperów w Wilnie. 15 lipca 1927 roku został awansowany do stopnia porucznika ze starszeństwem z dniem 1 lipca 1927 roku i 16. lokatą w korpusie oficerów inżynierii i saperów. W 1928 roku służył w 2 pułku saperów w Puławach. W marcu 1931 został przeniesiony do Centrum Wyszkolenia Saperów w Modlinie. Do 1939 roku pełnił służbę w 3 batalionie saperów w Wilnie. W marcu tego roku przebywał w szpitalu. Uzyskał tytuł inżyniera budowy dróg i mostów.
W kampanii wrześniowej wzięty do niewoli radzieckiej, osadzony najpierw w juchnowskim jenieckim obozie rozdzielczym (figuruje na liście jeńców z 19.10.1939), a następnie przeniesiony do Kozielska. Między 19 a 21 kwietnia 1940 przekazany do dyspozycji naczelnika smoleńskiego obwodu NKWD – lista wywózkowa 035/3, pozycja 25, nr akt 3673 z kwietnia 1940. Został zamordowany między 20 a 22 kwietnia 1940 przez NKWD w lesie katyńskim. Zidentyfikowany podczas ekshumacji prowadzonej przez Niemców w 1943, zapis w dzienniku ekshumacji pod datą 29.05.1943. Przy szczątkach znaleziono dwa pisma z Ministerstwa, kartę szczepień, medalik. Figuruje na liście AM-258-3534 i liście Komisji Technicznej PCK pod numerem 03534. Nazwisko Grzybowskiego znajduje się na liście ofiar (pod nr 3534) opublikowanej w Gońcu Krakowskim nr 178 i w Nowym Kurierze Warszawskim nr 170 z 1943. Krewni do 1948 poszukiwali informacji przez Biuro Informacji i Badań Polskiego Czerwonego Krzyża w Warszawie.
Do czasu mobilizacji mieszkał w Łowiczu. Żonaty z Wandą z Bejgrowiczów, miał córkę Marię.
5 października 2007 minister obrony narodowej Aleksander Szczygło mianował go pośmiertnie na stopień kapitana. Awans został ogłoszony 9 listopada 2007, w Warszawie, w trakcie uroczystości „Katyń Pamiętamy – Uczcijmy Pamięć Bohaterów”.

## Ordery i odznaczenia
- Krzyż Walecznych[15]
- Medal Niepodległości – 9 listopada 1933 roku „za pracę w dziele odzyskania niepodległości”[16]
- Krzyż Kampanii Wrześniowej – pośmiertnie 1 stycznia 1986[17]